# Windsor (New York)
Windsor è un comune (town) degli Stati Uniti d'America, situato nello stato di New York, nella contea di Broome.